# Beyoncé (album)
Albums de Beyoncé
4: The Remix
(2012) Lemonade
(2016)
Singles
1. Drunk in Love
Sortie : 17 décembre 2013
2. XO
Sortie : 17 décembre 2013
3. Partition
Sortie : 25 février 2014
4. Pretty Hurts
Sortie : 24 avril 2014
5. Flawless
Sortie : 12 août 2014
6. 7/11
Sortie : 25 novembre 2014

Beyoncé (stylisé en BEYONCÉ) est le cinquième album studio de la chanteuse et auteure-compositrice américaine Beyoncé, publié le 13 décembre 2013 par Columbia Records. L'opus est sorti sans aucune annonce ou promotion faite à l'avance, surprenant les fans et le public. Décrit comme un « album visuel », Beyoncé est livré avec un clip pour chaque piste et comprend au total quatorze nouvelles chansons et dix-sept clips,.
La sortie surprise de son album a généré 1,2 million de tweets en 12 heures.

## Performances commerciales

### Album
L'album se vend à 80 000 exemplaires en 3 heures aux États-Unis.
L'album a réussi à se placer numéro 1 dans 107 pays sur iTunes, elle dépasse donc le record précédent, détenu par les One Direction qui était de 97. L'album s'est vendu à  plus de 430 000 exemplaires en un peu plus de 24 heures aux États-Unis. Après 3 jours de vente sur iTunes, l'album a réussi à se classer numéro 1 dans 104 pays, et le total d'albums vendus est de 828 773 exemplaires en trois jours, ce qui en fait le deuxième album le plus vendu sur iTunes. En 5 jours, l'album s'est vendu à 1 million d'exemplaires sur iTunes, et est également le 24e album le plus vendu de l'année 2013 aux États-Unis.
Beyoncé est la première artiste féminine à avoir ses 5 premiers albums numéro 1 au Billboard 200, c'est aussi le plus gros démarrage pour un album d'une artiste féminine en 2013, avec 550 000 exemplaires vendus en une nuit.
L'album est numéro 1 au Canada avec 35 000 copies vendus sur ITunes. L'album s'est vendu à 12 100 exemplaires sur iTunes en France. Pour sa deuxième semaine, le magazine Billboard avait estimé 260 000 exemplaires avant de tabler sur 383 000 exemplaires. L'album s'est écoulé à 1,43 million d'exemplaires en 4 semaines aux États-Unis, devenant ainsi la 24e meilleure vente de l'année 2013, et 2,4 millions d'albums dans le monde.
L'album s'est vendu à 3 millions d'exemplaires dans le monde en janvier 2014.
La RIAA l'a certifié sextuple disque de platine pour ses 6 millions d'albums vendus aux États-Unis.

### Singles
Le 1er single est XO. Il a été envoyé en radio le 16 décembre 2013. Il a connu un succès mitigé et se classe 45e aux États-Unis.
Un jour après XO, le single Drunk in Love est envoyé en radio comme second single. Il est un succès mondial. Il est notamment classé 2e aux États-Unis (derrière Dark Horse de Katy Perry), où il s'est vendu à 1 600 000 exemplaires, 9e en France et 12e au Royaume-Uni,,,.
Le 3e single est Partition qui connait un succès aux États-Unis, où il se classe 21e avec plus de 600 000 ventes.
Le 4e single est Pretty Hurts. Il est le premier single de l'album à ne pas réussir à entrer dans les classements aux États-Unis.
Le 12 août 2014, le remix de Flawless (en featuring avec la rappeuse Nicki Minaj) est envoyé comme 5e single.
Après la sortie de la réédition platinum de Beyoncé, la chanson 7/11 est annoncé comme prochain single de l'album.

### Autres titres classés
Le titre Mine en featuring avec Drake est 33e au Canada et 36e au Royaume-Uni.
Blow est au sommet du Hot Dance Club Songs du Billboard, donnant à Beyoncé son 19e no 1 sur ce classement, elle égalise alors Janet Jackson en tant que 3e artiste ayant le plus de titres en tête du classement.

## Liste des pistes
| 1.    | Pretty Hurts                                  | Joshua Coleman, Sia Furler, Beyoncé Knowles                                                                    | Ammo, Knowles                                    | 4:17 |
| 2.    | Ghost / Haunted                               | Boots, Knowles                                                                                                 | Boots, Knowles                                   | 6:09 |
| 3.    | Drunk in Love (featuring JAYZ)                | Knowles, Noel Fisher, Shawn Carter, Andre Eric Proctor, Rasool Diaz, Brian Soko, Timothy Mosley, Jerome Harmon | Detail, Knowles                                  | 5:23 |
| 4.    | Blow                                          | Pharrell Williams, Knowles, James Fauntleroy, Mosley, Harmon, Justin Timberlake                                | Williams, Knowles, Timbaland [a]                 | 5:09 |
| 5.    | No Angel                                      | Caroline Polachek, Knowles, Fauntleroy                                                                         | Polachek, Knowles                                | 3:48 |
| 6.    | YONCÉ / Partition                             | Knowles, Terius Nash, Timberlake, Mosley, Harmon, Dwane Weir II                                                | Timbaland, Harmon, Timberlake, Knowles, Key Wane | 5:19 |
| 7.    | Jealous                                       | Fisher, Knowles, Proctor, Diaz, Soko, Boots                                                                    | Detail, Knowles                                  | 3:04 |
| 8.    | Rocket                                        | Miguel Jontel Pimentel, Knowles, Timberlake, Mosley, Harmon                                                    | Timbaland, Knowles, Harmon [a]                   | 6:31 |
| 9.    | MINE (featuring Drake)                        | Noah Shebib, Aubrey Graham, Knowles, Jordan Kenneth Cooke Ullman, Sidney « Omen » Brown                        | Noah « 40 » Shebib                               | 6:18 |
| 10.   | XO                                            | Ryan Tedder, Nash, Knowles                                                                                     | Tedder, Nash, Knowles, Hit-Boy [b]               | 3:35 |
| 11.   | Flawless (featuring Chimamanda Ngozi Adichie) | Knowles, Nash, Chauncey Hollis, Rey Reel                                                                       | Hit-Boy, Knowles, Rey Reel [a]                   | 4:10 |
| 12.   | Superpower (featuring Frank Ocean)            | Williams, Frank Ocean, Knowles                                                                                 | Williams                                         | 4:36 |
| 13.   | Heaven                                        | Boots, Knowles                                                                                                 | Boots, Knowles                                   | 3:50 |
| 14.   | Blue (featuring Blue Ivy)                     | Boots, Knowles                                                                                                 | Boots, Knowles                                   | 4:26 |
| 66:35 |                                               | |                                                  |      |

PLATINIUM VERSION
1 7/11
2 Flawless (feat. Nicki Minaj)
3 Drunk In Love remix (feat. Jay-Z, Kanye West)
4 Ring Off
5 Blow remix (feat Pharrell Williams)
6 Standing On The Sun
Notes
a  signifie producteur additionnel
b  signifie coproducteur

## Clips vidéo
En plus d'un clip pour chaque titre, il y a aussi des clips pour trois chansons qui n'apparaissent pas sur la liste des pistes : Ghost, Yoncé et Grown Woman. Cependant, Ghost apparaît au début de Haunted et Yoncé peut être entendue au début de Partition.
Les clips ont été tournés pendant l'année 2013 dans plusieurs endroits à travers le monde tels que Houston, New York, Paris, Sydney, Melbourne, Adélaïde et Rio de Janeiro.
1. Pretty Hurts réalisé par Melina Matsoukas - 7:04
2. Ghost réalisé par Pierre Debusschere - 2:31
3. Haunted réalisé par Jonas Åkerlund - 5:21
4. Drunk in Love (featuring Jay Z) réalisé par Hype Williams - 6:21
5. Blow réalisé par Hype Williams - 5:25
6. No Angel réalisé par @lilinternet - 3:53
7. Yoncé réalisé par Ricky Saiz - 2:02
8. Partition réalisé par Jake Nava - 3:49
9. Jealous réalisé par Beyoncé Knowles, Francesco Carrozzini et Todd Tourso - 3:26
10. Rocket réalisé par Beyoncé Knowles, Ed Burke et Bill Kirstein - 4:30
11. Mine (featuring Drake) réalisé par Pierre Debusschere - 4:59
12. XO réalisé par Terry Richardson - 3:35
13. ***Flawless (featuring Chimamanda Ngozi Adichie) réalisé par Jake Nava - 4:12
14. Superpower (featuring Frank Ocean) réalisé par Jonas Åkerlund - 5:24
15. Heaven réalisé par Beyoncé Knowles et Todd Tourso - 3:55
16. Blue (featuring Blue Ivy) réalisé par Beyoncé Knowles, Ed Burke et Bill Kirstein - 4:35
17. Grown Woman (vidéo bonus) réalisé par Jake Nava - 4:24
18. Crédits - 2:34

## Classement hebdomadaire
| Classement (2013)                   | Meilleure position |
| ----------------------------------- | ------------------ |
| Australie (ARIA)                    | 1                  |
| Australie (Urban ARIA)              | 1                  |
| Belgique (Flandre Ultratop)         | 8                  |
| Belgique (Wallonie Ultratop)        | 10                 |
| Canada (Canadian Albums)            | 1                  |
| Danemark (Tracklisten)              | 2                  |
| Écosse (OCC)                        | 10                 |
| États-Unis (Billboard 200)          | 1                  |
| États-Unis (Top R&B/Hip-Hop Albums) | 1                  |
| Finlande (Suomen virallinen lista)  | 5                  |
| France (SNEP)                       | 10                 |
| Irlande (IRMA)                      | 2                  |
| Italie (FIMI)                       | 28                 |
| Nouvelle-Zélande (RIANZ)            | 1                  |
| Norvège (VG-lista)                  | 2                  |
| Pays-Bas (Mega Album Top 100)       | 1                  |
| Portugal (AFP)                      | 21                 |
| Royaume-Uni (UK Albums Chart)       | 2                  |
| Royaume-Uni (R&B Albums)            | 1                  |

## Certifications
| Pays              | Certification | Unités certifiées |
| ----------------- | ------------- | ----------------- |
| États-Unis (RIAA) | 6 × Platine   | 6 000 000         |

## Historique de sortie
| Région      | Date             | Format                   | Label              |
| ----------- | ---------------- | ------------------------ | ------------------ |
| Monde       | 13 décembre 2013 | Téléchargement numérique | Parkwood, Columbia |
| Australie   | 20 décembre 2013 | CD+DVD                   | Parkwood, Columbia |
| France      | 20 décembre 2013 | CD+DVD                   | Parkwood, Columbia |
| Pologne     | 20 décembre 2013 | CD+DVD                   | Parkwood, Columbia |
| Royaume-Uni | 20 décembre 2013 | CD+DVD                   | Parkwood, Columbia |
| États-Unis, | 20 décembre 2013 | CD+DVD                   | Parkwood, Columbia |
| Mexique     | 23 décembre 2013 | CD+DVD                   | Parkwood, Columbia |
| Turquie     | 8 janvier 2014   | CD+DVD                   | Parkwood, Columbia |
| Japon       | 12 février 2014  | CD+DVD                   | Sony Music         |